# Aufstand der Priester

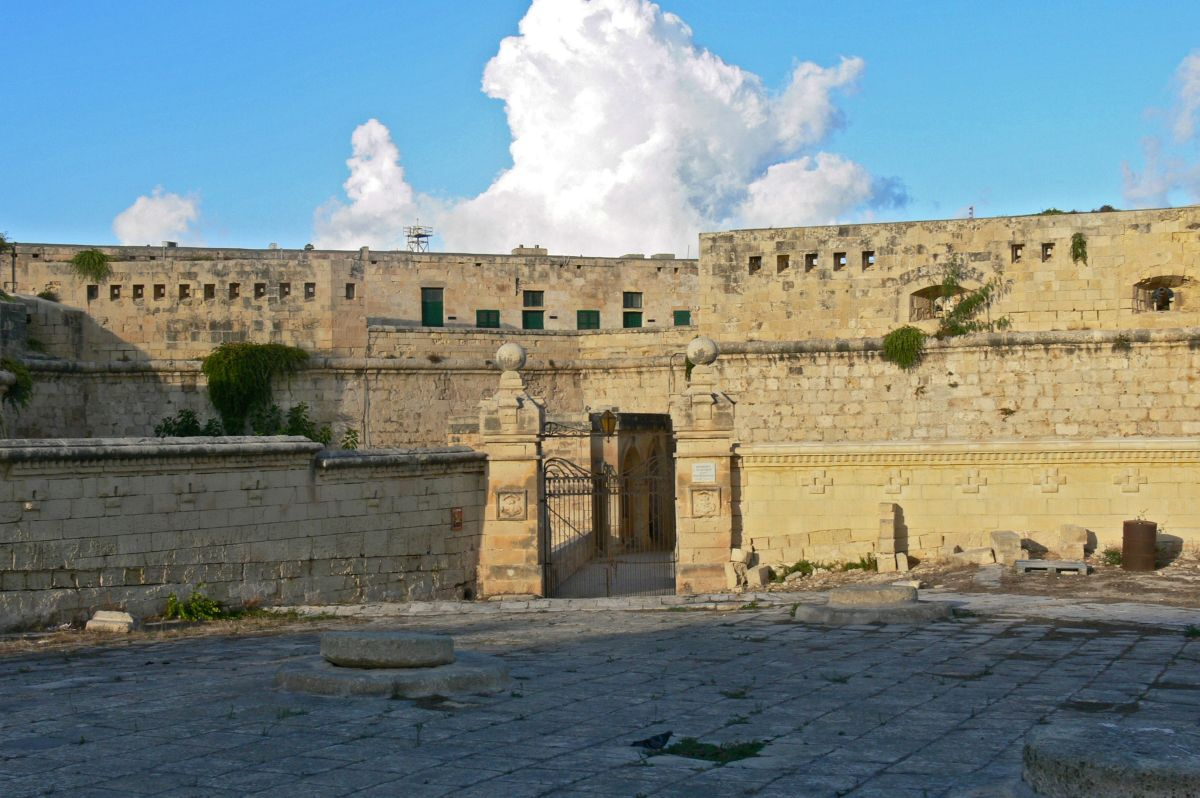
Eingang zu Fort St Elmo.

Der Aufstand der Priester (maltesisch Ir-Rewwixta tal-Qassisin, en.: Rising of the Priests, it.: Rivolta dei sacerdoti) oder die Maltesische Rebellion von 1775 (Maltese Rebellion of 1775, September 1775 Rebellion), war ein Aufstand, welcher von maltesischen Geistlichen gegen den Johanniterorden, welcher bis dahin die Souveränität über Malta hatte. Der Aufstand ereignete sich am 8. September 1775, wurde aber vom Orden innerhalb weniger Stunden erstickt. Die Rebellen wurden gefangen genommen und teils hingerichtet, teil exiliert oder eingekerkert.

## Hintergrund
Die Ursache für die Revolte kann bis ins Jahr 1773 zurückverfolgt werden, als Francisco Ximénez de Tejada in Nachfolge des verstorbenen Manuel Pinto da Fonseca als Großmeister gewählt wurde. Ximénez fand eine geleerte Staatskasse vor und führte Sparmaßnahmen ein, unter anderem die Reduzierung der Ausgaben und die Erhöhung des Maispreises. Diese machten ihn sowohl beim Klerus als auch beim einfachen Volk unbeliebt.
Ximénez erließ ein Edikt, das die Jagd auf Hasen (maltesisch: „Fenek tax-xiber“) durch das einfache Volk verbot, um die Jagd der Elite vorzubehalten. Das Verbot wurde von Bischof Giovanni Carmine Pellerano und dem Klerus abgelehnt. Auch andere Ereignisse führten zu Spannungen zwischen dem Klerus und dem Orden.

## Aufstand
Aufgrund der Spannungen zwischen dem Orden und dem Klerus und der negativen öffentlichen Meinung gegenüber Ximénez begannen einige Priester unter der Führung von Don Gaetano Mannarino, sich gegen den Orden zu verschwören. Sie wählten den 8. September (Jum il-Vitorja) als Tag der Rebellion, als die Schiffe des Ordens mit der spanischen Marine auf See waren und in Valletta nur eine schwache Besatzung zurückgeblieben war. An der Planung des Aufstands waren insgesamt 28 Geistliche und eine größere Zahl von Laien beteiligt.

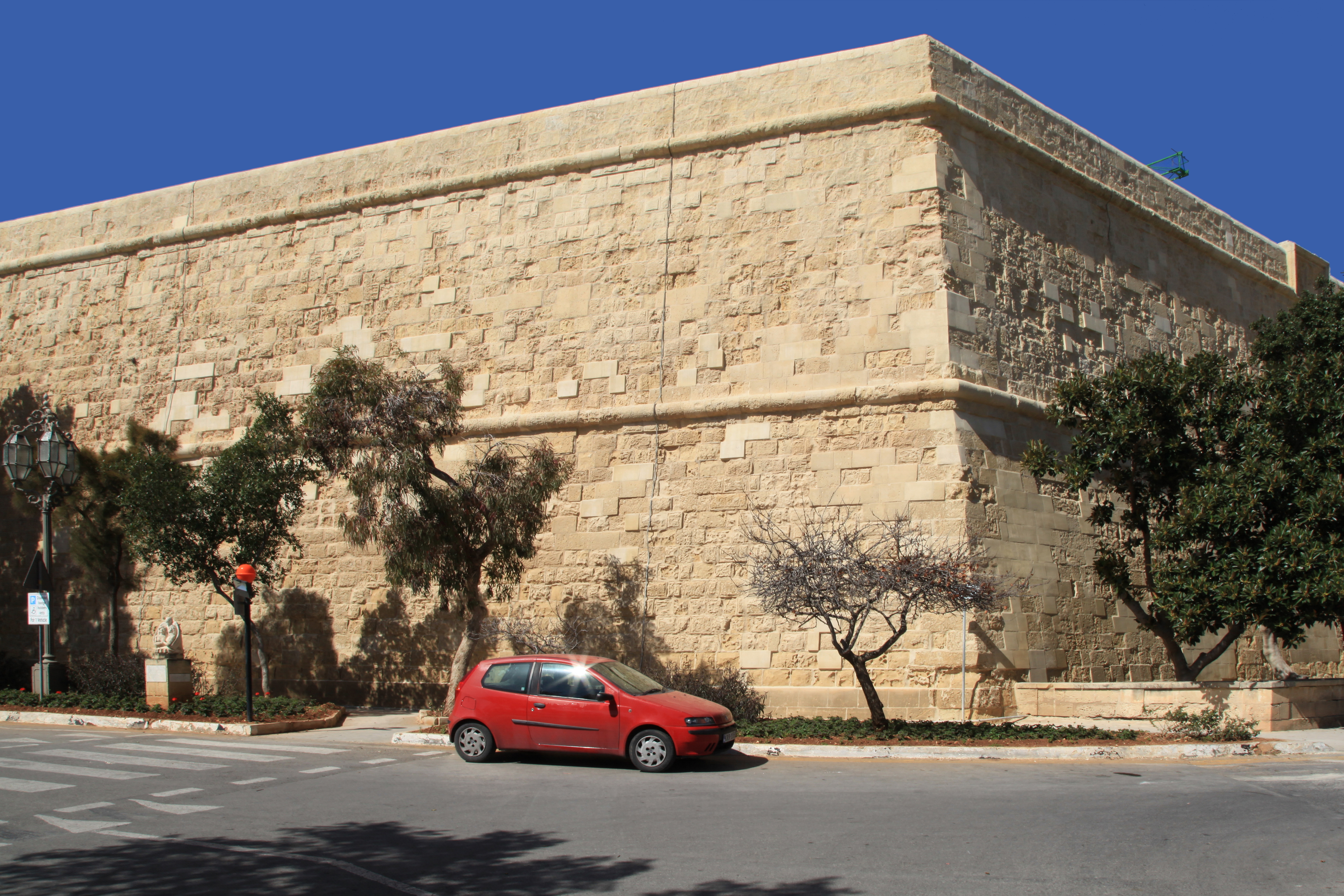
Saint James Cavalier, eine Befestigung, die von den Rebellen besetzt worden war.

Am Tag der Revolte erschienen nur 18 der 28 Geistlichen. Trotzdem beschloss Mannarino, den Aufstand fortzusetzen. Eine Gruppe von dreizehn Männern übernahm Fort St Elmo an der Nordspitze von Valletta, während der Rest der Rebellen Saint James Cavalier (Kavallier ta' San Ġakbu) am gegenüberliegenden Ende der Stadt eroberte. In beiden Fällen wurde die Flagge des Ordens gesenkt und stattdessen das Banner von St. Paul gehisst.
Als der Aufstand bemerkt wurde, rief Ximénez den Staatsrat (Kunsill tal-Istat) zusammen, um zu sehen, wie der Aufstand niedergeschlagen werden könnte. Der Rat schickte den Generalvikar, um die Forderungen der Rebellen zu erfahren. Die Rebellen erklärten sich bereit zu verhandeln. Einmal drohten sie jedoch, das Schießpulvermagazin von St. Elmo in die Luft zu sprengen, was schwere Schäden an der Festung und den Befestigungsanlagen der Stadt verursacht hätte. Aufgrund dessen entschloss sich der Orden die besetzten Befestigungsanlagen zurückzuerobern. St. Elmo wurde nach einem kurzen Feuergefecht eingenommen, während die Rebellen in St. James sich kurz darauf ergaben. Von den 18 beteiligten Priestern blieben letztlich nur 12 auf ihren Posten.

## Nachwirkungen
Nach der Kapitulation wurden die Rebellen in Fort Saint Elmo eingesperrt. Die ersten Prozesse fanden im Oktober 1775 statt und wurden nach dem Tod von Ximénez am 4. November fortgesetzt. Drei der Rebellen wurden hingerichtet, andere inhaftiert, verbannt oder freigesprochen.
Der Rädelsführer Mannarino war einer von denen, die zu lebenslanger Haft verurteilt wurden. Er wurde schließlich zusammen mit anderen politischen Gefangenen nach über zwanzigjähriger Haft während der französischen Besetzung Maltas im Jahr 1798 freigelassen. Er starb 1814 im Alter von 81 Jahren.